# Understen
Understen är en ö i Singö socken, Väddö och Häverö skeppslag, Stockholms län, där Ålands hav och Södra Kvarken möts.
Ön har en angöringsfyr, som ligger mellan Uppland och Åland. Den är belägen 27 kilometer öster om Öregrund.

## Historia
Redan på 1700-talet byggdes det första sjömärket på Understen och den första fyren byggdes 1847–1848 efter en motion i riksdagen av Matts Pehrsson. Den fyren var byggd i natursten och bara 13 meter hög, vilket var otillräckligt för att synas över hela Södra Kvarken och norra Ålands hav. Därför började man 1915 att bygga en ny fyr ritad av Folke Lundberg. Den nya fyrbyggnaden av betong blev 39 meter hög och den näst högsta i landet efter Långe Jan. År 1922 fick fyren sin nuvarande optik och 1933 byttes fotogenlampan ut mot en 1000 watts elektrisk lampa. År 1951 blev fyren automatiserad.
Under andra världskriget uppfördes även ett 28 meter högt spaningstorn på ön, från vilken in på 1990-talet fartyg bevakades för marinens räkning.
Fyren fjärrmanövreras sedan 1996 från Sjöfartsverket i Norrköping, men fram till dess sköttes fyren av Sveriges enda kvinnliga fyrmästare, Marianne Brus, som också är uppväxt på Understen. På ön finns även ett sjöbevakningstorn ursprungligen byggt av marinen på 1970-talet men som numera används av sjöbevakningen som med hjälp av kameror med väldigt avancerad optik fjärrövervakar sjöfarten i Ålandshav. Den gamla fyren från 1848 är sedan 1935 byggnadsminnesmärkt.